# 天主教阿奇雷亞萊教區
天主教阿奇雷亞萊教區（拉丁語：Dioecesis Iaciensis）是天主教會在義大利的一個教區，屬卡塔尼亞總教區。
教區成立於1872年6月12日，直屬聖座。2000年12月2日改屬卡塔尼亞總教區。教區範圍包括卡塔尼亞省十八市，2012年有教友227,900人，佔轄區總人口98.5%。教區下轄112個堂區，有167名司鐸。
現任教區主教為安多尼·拉斯潘蒂，榮休主教為庇護·維篤·維戈。